# Danske propagandafilm under besættelsen
Danske propagandafilm under besættelsen er en dansk dokumentarfilm fra 1985 med instruktion og manuskript af Christian Alsted.

## Handling
Citatfilm, der har til hensigt at give indtryk af typiske filmkunstneriske, indholdsmæssige og historiske sider af propagandafilmen under besættelsen. Filmen oplyser både om forholdene under besættelsen og om en filmform, der udviklede sig til at blive en del af den kulturelle modstandskamp.